# 28. šahovska olimpijada
28. šahovska olimpijada je potekala leta 1988 v Solunu (Grčija).
Sovjetska zveza je osvojila prvo mesto, Anglija drugo in Nizozemska tretje.
Sodelovalo je 620 šahistov v 107 reprezentancah; odigrali so 2.956 partij.